# Мисс
Мисс (англ. Miss) — обращение к незамужней девушке в англоязычных государствах и странах. 
Слово является сокращением от mistress, устаревшей формы обращения к женщине. Может употребляться как прямое обращение к незамужней женщине, так и перед фамилией той, к кому обращаются. В первом случае аналогом в русском языке может служить слово «девушка» или дореволюционное «барышня» или «мадемуазель». Для второго случая аналогов в русском языке нет, так как в русском языке «госпожа» используется при обращении как к замужним, так и незамужним женщинам любого возраста.
Из-за отсутствия стандартного обращения в переводах с иностранных языков часто используют обращения «мисс» (miss), «фройляйн» (Fräulein) и «мадемуазель» (mademoiselle), «фрекен» (fröken, frøken), «панна» (panna), реже «барышня», просто «девушка» или форма обращения избегается.
В английском языке обращение «мисс» также применяется по отношению к школьной учительнице вне зависимости от состояния её в браке. Указанное правило сохранилось с периода, когда учительствовать могли только незамужние женщины.
Во Франции с 29 декабря 2012 года введён полный запрет на употребление государственными службами в деловой переписке слова «мадемуазель» путём замены его на «мадам». Аргументация — запрет вторжения в личную жизнь женщины публичной декларацией её семейного положения.
Миссис — обращение к замужней женщине в англоязычных государствах и странах.
К вдовам принято обращаться миссис, если она не требует обратного. Вдову можно называть мисс если: она официально взяла девичью фамилию, если с момента смерти прошло очень много лет, а также если она официально с кем-то встречается или собирается выйти повторно замуж. 